# Shōki Kawano
Shōki Kawano (河野 翔輝, Kawano Shōki), né le 26 mars 2000 à Nara, est un coureur cycliste japonais. Il participe à des compétitions sur route et sur piste.

## Biographie
Shōki Kawano est originaire de la ville de Nara. Durant sa scolarité, il joue d'abord au basket-ball. Il opte ensuite pour le cyclisme au moment de son entrée au lycée,. Bon pistard, son palmarès comprend divers titres de champion national du Japon. Il a également terminé sixième de la poursuite par équipes aux championnats du monde de 2024, en compagnie de plusieurs compatriotes. 

## Palmarès sur piste

### Championnats d'Asie
- 2017
  -  Médaillé de bronze de la poursuite juniors
  -  Médaillé de bronze de la poursuite par équipes juniors

### Championnats nationaux
- 2021
  -  Champion du Japon de poursuite par équipes (avec Eiya Hashimoto, Tetsuo Yamamoto, Shunsuke Imamura et Naoki Kojima)
- 2022
  -  Champion du Japon du scratch
  - 2e du championnat du Japon de poursuite par équipes
- 2023[3]
  - 2e du championnat du Japon de poursuite par équipes
  - 3e du championnat du Japon de l'américaine
- 2024[4]
  -  Champion du Japon de poursuite par équipes (avec Eiya Hashimoto, Shoi Matsuda et Katsuya Okamoto)
  -  Champion du Japon de l'américaine (avec Naoki Kojima)